# Rutland (condado de Worcester, Massachusetts)
Rutland é um lugar designado pelo censo localizado no condado de Worcester no estado estadounidense de Massachusetts. No Censo de 2010 tinha uma população de 2.111 habitantes e uma densidade populacional de 255,35 pessoas por km².

## Geografia
Rutland encontra-se localizado nas coordenadas 42° 22′ 18″ N, 71° 57′ 28″ O. Segundo a Departamento do Censo dos Estados Unidos, Rutland tem uma superfície total de 8.27 km², da qual 7.64 km² correspondem a terra firme e (7.55%) 0.62 km² é água.

## Demografia
Segundo o censo de 2010, tinha 2.111 pessoas residindo em Rutland. A densidade populacional era de 255,35 hab./km². Dos 2.111 habitantes, Rutland estava composto pelo 96.68% brancos, o 0.99% eram afroamericanos, o 0.05% eram amerindios, o 0.62% eram asiáticos, o 0.05% eram insulares do Pacífico, o 0.14% eram de outras raças e o 1.47% pertenciam a duas ou mais raças. Do total da população o 1.47% eram hispanos ou latinos de qualquer raça.